# マーク・プレストン
マーク・プレストン（Mark Preston, 1968年11月7日 - ）は、オーストラリアの実業家、モータースポーツの自動車技術者である。
現在、ローラ・カーズのフォーミュラEプロジェクトの責任者で、ストリートドローンの創業者。以前はテチーター・フォーミュラEチームのチーム代表を務めた。
F1では、アロウズ(1996-2002)、マクラーレン(2002-2004)、スーパーアグリF1チーム(2006-2008)に所属した。

## 経歴
オーストラリアのジーロングで生まれ、メルボルンで育ち、1992年にモナシュ大学で機械工学の学位を取得した。
在学中にモータースポーツでのキャリアをスタートさせた。レーシングカーメーカーの、ボーランド・レーシング・デベロップメントでパートタイムの設計エンジニアとして働いた。

### 初期のキャリア
大学卒業後の1992年、セミトレーラー型タンクローリーの設計・製造・販売を専門とするタイマンインダストリーズで働いた。

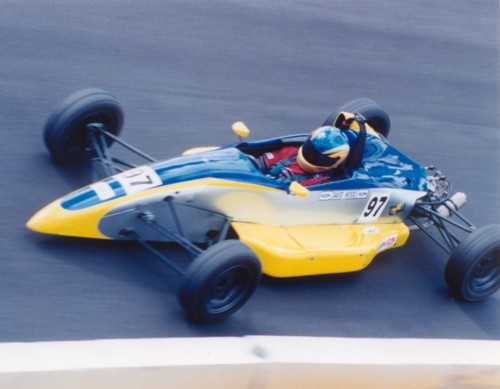
1998年モデルのSpectrum07
1995年モデルの05の2世代後のFF1600車

1993年に、ホールデンのプロジェクトマネージャーに任命され、ホールデンとトム・ウォーキンショーとの合弁会社であるホールデンスペシャルビークル(HSV)で、ローカルおよびグローバル市場向けのカスタム車両を設計した。
1994年、ボーランド・レーシングでスペクトラムレーシングカーの開発に取り組む。スペクトラム05は、1996年のオーストラリア・フォーミュラ・フォード・チャンピオンシップで、ジェイソン・バルグワナのドライブでレースで2位を獲得した。その後、スペクトラムはフォーミュラ・フォードのオーストラリア選手権で優勝を収めた。

## F1でのキャリア

### アロウズ
F1で働くという夢の為、ホールデンスペシャルビークルでのトム・ウォーキンショーとのつながりで、プレストンは1996年にオーストラリアからイギリスに移り2002年7月まで、TWRアロウズで6年間チームに在籍した。
| \| 投入 \| 設計 \| 型式 \| Tech Director \| Eng Director \| チーフデザイナー \| 空力 Head \| \| ---- \| ---- \| ------------------ \| ----------------------------------- \| ---------------- \| -------------------- \| -------------------------------------- \| \| 1996 \| 1995 \| フットワーク・FA17 \| アラン・ジェンキンス \| \| Dave Amey \| \| \| 1997 \| 1996 \| アロウズ・A18 \| フランク・ダーニー \| \| Paul Bowen \| Simon Jennings \| \| 1998 \| 1997 \| アロウズ・A19 \| ジョン・バーナード \| マイク・コフラン \| Paul Bowen \| Simon Jennings \| \| 1999 \| 1998 \| アロウズ・A20 \| マイク・コフラン (バーナードの代理) \| \| エグバル・ハミディ \| Simon Jennings \| \| 2000 \| 1999 \| アロウズ・A21 \| マイク・コフラン (バーナードの代理) \| \| エグバル・ハミディ \| Simon Jennings \| \| 2001 \| 2000 \| アロウズ・A22 \| マイク・コフラン (バーナードの代理) \| \| ロバート・テイラー \| ニコロ・ペトルッチ ジョン・デイビス[4] \| \| 2002 \| 2001 \| アロウズ・A23 \| マイク・コフラン (バーナードの代理) \| \| セルジオ・リンランド \| ニコロ・ペトルッチ ジョン・デイビス[4] \| |      |                    |                                     |                  |                      |                                     |
| - 応力解析エンジニア(Stress Analyst) - シニア・ビークル・パフォーマンス・アナリスト(Vehicle Performance Analyst) - リサーチ・アンド・ディベロップメント(R&D)責任者の役割を果たした。 |      |                    |                                     |                  |                      |                                     |
| 投入 | 設計 | 型式               | Tech Director                       | Eng Director     | チーフデザイナー     | 空力 Head                           |
| 1996 | 1995 | フットワーク・FA17 | アラン・ジェンキンス                |                  | Dave Amey            |                                     |
| 1997 | 1996 | アロウズ・A18      | フランク・ダーニー                  |                  | Paul Bowen           | Simon Jennings                      |
| 1998 | 1997 | アロウズ・A19      | ジョン・バーナード                  | マイク・コフラン | Paul Bowen           | Simon Jennings                      |
| 1999 | 1998 | アロウズ・A20      | マイク・コフラン (バーナードの代理) |                  | エグバル・ハミディ   | Simon Jennings                      |
| 2000 | 1999 | アロウズ・A21      | マイク・コフラン (バーナードの代理) |                  | エグバル・ハミディ   | Simon Jennings                      |
| 2001 | 2000 | アロウズ・A22      | マイク・コフラン (バーナードの代理) |                  | ロバート・テイラー   | ニコロ・ペトルッチ ジョン・デイビス |
| 2002 | 2001 | アロウズ・A23      | マイク・コフラン (バーナードの代理) |                  | セルジオ・リンランド | ニコロ・ペトルッチ ジョン・デイビス |

プレストンは、コンピューター支援分析(computer aided analysis)、ビークルダイナミクス(vehicle dynamics)、そして、ラボラトリーおよびテストチームにおけるリサーチ・アンド・ディベロップメント(R&D)を担当した。

### マクラーレン
|                            |                  | MP4-17D                                | MP4-18                                                 | MP4-19                                                 | MP4-19B                                                | MP4-20                                                 |
| 投入時期                   | 投入時期         | 2003年                                 | 2002.08- 2003前半                                      | 2004年前半                                             | 2004年後半                                             | 2005年                                                 |
| 設計時期                   | 設計時期         | 2002年                                 | 2002.08- 2003前半                                      | 2003年後半                                             | 2004年前半                                             | 2004年後半                                             |
| -------------------------- | ---------------- | -------------------------------------- | ------------------------------------------------------ | ------------------------------------------------------ | ------------------------------------------------------ | ------------------------------------------------------ |
| ニール・オートレイ         | Neil Oatley      | Executive Engineer                     | Executive Engineer                                     | Executive Engineer                                     | Executive Engineer                                     | Executive Engineer                                     |
| エイドリアン・ニューウェイ | Adrian Newey     | Technical Director                     | Technical Director                                     | Technical Director                                     | Technical Director                                     | Technical Director                                     |
| マイク・コフラン           | Mike Coughlan    | Chief Designer (2002-2008)             | Chief Designer (2002-2008)                             | Chief Designer (2002-2008)                             | Chief Designer (2002-2008)                             | Chief Designer (2002-2008)                             |
| マーク・プレストン         | Mark Preston     |                                        | Principal Designer, Head of Vehicle Technology         | Principal Designer, Head of Vehicle Technology         | Principal Designer, Head of Vehicle Technology         | (2002.08-2004.06)                                      |
| アンディ・ル・フレミング   | Andy Le Fleming  |                                        | サスペンション設計 (Design Engineer) (2002.10-2008.02) | サスペンション設計 (Design Engineer) (2002.10-2008.02) | サスペンション設計 (Design Engineer) (2002.10-2008.02) | サスペンション設計 (Design Engineer) (2002.10-2008.02) |
| マーク・ウィリアムズ       | Mark Williams    | Chief Engineer, Vehicle Performance    | Chief Engineer, Vehicle Performance                    | Chief Engineer, Vehicle Performance                    | Chief Engineer, Vehicle Performance                    | Head of Vehicle Engineering                            |
| パディ・ロウ               | Paddy Lowe       | Chief Engineer, Systems Development    | Chief Engineer, Systems Development                    | Chief Engineer, Systems Development                    | Chief Engineer, Systems Development                    | Engineering Director                                   |
| パット・フライ             | Pat Fry          | Chief Engineer, Race Development       | Chief Engineer, Race Development                       | Chief Engineer, Race Development                       | Chief Engineer, Race Development                       | Chief Engineer, Mechanical Design                      |
| ティム・ゴス               | Tim Goss         | Chief Engineer, Powertrain             | Chief Engineer, Powertrain                             | Chief Engineer, Powertrain                             | Chief Engineer, Powertrain                             | Principal Engineer                                     |
| ニコラス・トンバジス       | Nikolas Tombazis | (2004.04-2005.04)                      | (2004.04-2005.04)                                      | (2004.04-2005.04)                                      | (2004.04-2005.04)                                      | Chief Engineer, Aerodynamics                           |
| ピーター・プロドロモウ     | Peter Prodromou  | Head of Aerodynamics                   | Head of Aerodynamics                                   | Head of Aerodynamics                                   | Head of Aerodynamics                                   | Head of Aerodynamics                                   |
| マリオ・イリエン           | Mario Illien     | Chief Engine Designer (Ilmor-Mercedes) | Chief Engine Designer (Ilmor-Mercedes)                 | Chief Engine Designer (Ilmor-Mercedes)                 | Chief Engine Designer (Ilmor-Mercedes)                 | Chief Engine Designer (Ilmor-Mercedes)                 |

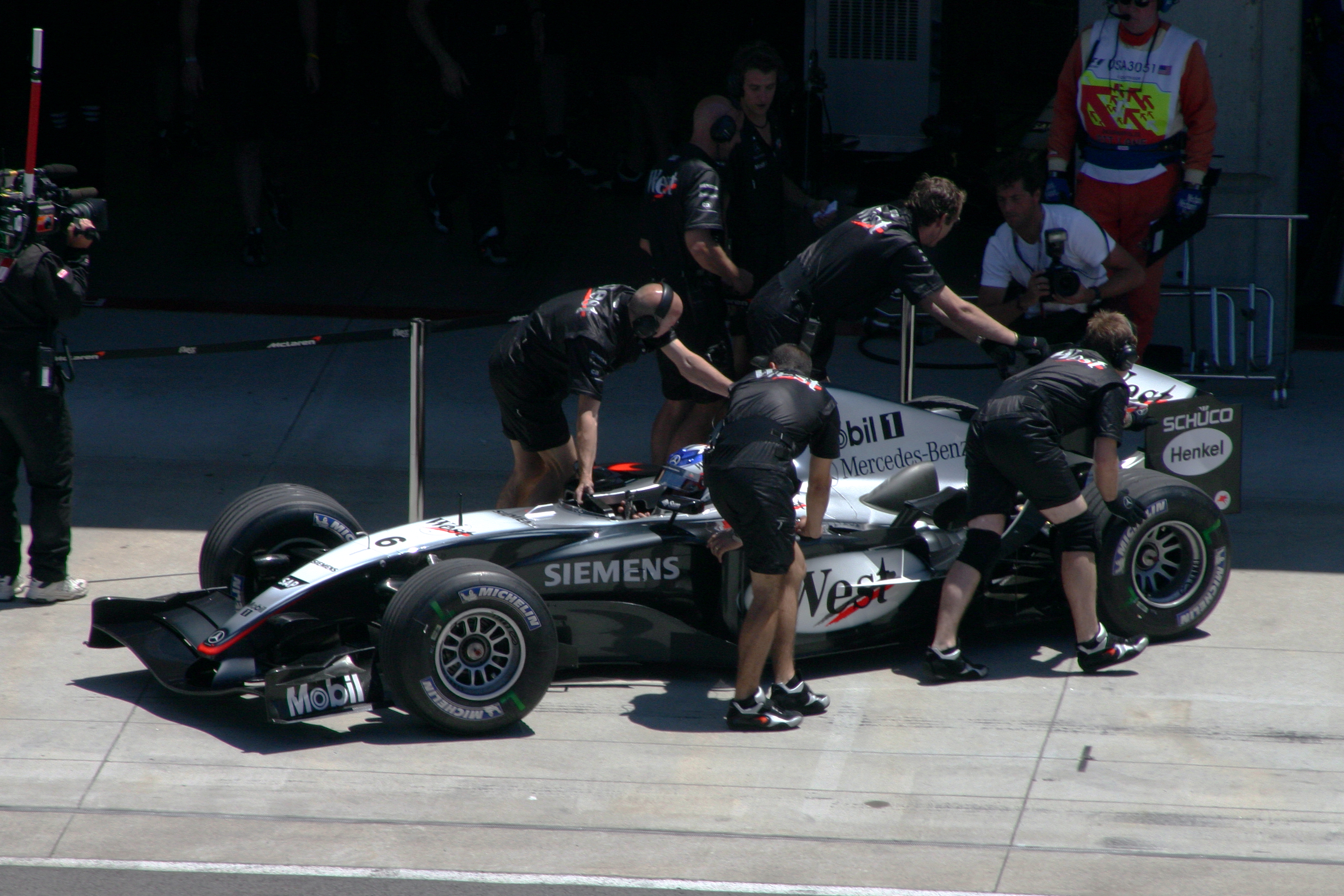
マクラーレン・MP4-19（2004年）

2002年にアロウズが撤退した後、プレストンはデザイナーのマイク・コフランを追う形で、マクラーレンにプリンシパルデザイナー(Principal Designer)として加わり、後にビークル・テクノロジー(Vehicle Technology)の責任者に昇進し、テクニカルディレクターのエイドリアン・ニューウェイとチーフデザイナーのマイク・コフランとともに、マクラーレン・MP4-18、MP4-19の開発に関わった。2004年6月にチームを離脱する。

### スーパーアグリF1
マクラーレンで2年間過ごした後、プレストンはチームを去り独自のF1チームを目的として、プレストン・レーシングを設立した。
2005年11月、元アロウズF1の従業員と元F1ドライバーの鈴木亜久里と協力して、プレストンはスーパーアグリF1チームを立ち上げた。亜久里を通じて、2006年から2008年にかけてチームにエンジンを供給する、ホンダのサポートを確保することができた。プレストンはスーパーアグリのチーフテクニカルオフィサーに任命され、F1チームを開始するわずか100日間で、バーレーンでの初戦に向けスタッフ100人の採用、55トンの機器と2台のトラックを調達し、チームを作る上で中心的な役割を果たした。2006年1月26日に国際自動車連盟（FIA）によってチームのエントリーが承認された後、 2006年バーレーングランプリでSA05がデビューした。
プレストンは、2008年にスーパーアグリがF1から撤退するまで、さらに2シーズンテクニカルディレクターとしてチームに在籍した。

## フォーミュラEでのキャリア
2014年、プレストンは鈴木亜久里と共同でチーム・アグリフォーミュラEチームを設立した。チームは後に、アムリン・アグリと変更し、FIAが認可した世界初の電気自動車のシリーズである、FIAフォーミュラE世界選手権に参加した10チームのうちの1つとなった。2015-16年、チーム・アグリとして名称が変更され、プレストンはチーム代表を継続した。彼はチームの戦略と開発を担当した。
チーム・アグリは2015-16年シーズン後チームを売却したが、プレストンは2016年8月に売却先の、テチーター・フォーミュラEチームのチーム代表になった。テチーターは、2017-2018年のフォーミュラEで唯一のカスタマーチームだった。チームはドライバーのジャン＝エリック・ベルニュと共に、2017/2018ドライバーズタイトルを獲得した。テチーターは2018-19年シーズン5で、DSオートモビルズと提携してDS・テチーターとなり、ニューヨークシティePrixでドライバー、チームタイトルを獲得した。ベルニュは、フォーミュラEでは史上初となるチャンピオンを2回獲得したドライバー及びタイトルを2連覇したドライバーとなった。
その後ローラ・カーズに移籍し、同社のモータースポーツディレクターに就任。2024年3月にローラとヤマハ発動機が提携してフォーミュラEへの参入を発表した際にも、ローラ側の責任者として記者会見に臨んだ。

## その他
2008年から2014年の間、プレストンは、軽量炭素繊維複合部品の設計、開発、製造を専門とする「Formtech Composites Ltd」のマネージングディレクターを務めた。
2015年5月、「MobOx Foundation CIC」の創設者兼ディレクターになった。これはオックスフォードにあるテクノロジーの研究を行う研究所。
2017年4月、起業家のマイク・ポッツと、自動運転車技術の開発を目的としたオープンプラットフォームである「ストリートドローン」を立ち上げた。

## 資格と研究
モータースポーツでの仕事の間に、資格、学位を取得し、いくつかのテクノロジービジネスに携わってきた。
2006年にオックスフォード大学でMBAを取得し、在学中は工学部の潮流エネルギー研究グループに参加し、潮流から電力を生成する水中装置である横水平軸水車の開発と商品化に関与した。